# Unierte Kirchen (evangelisch)

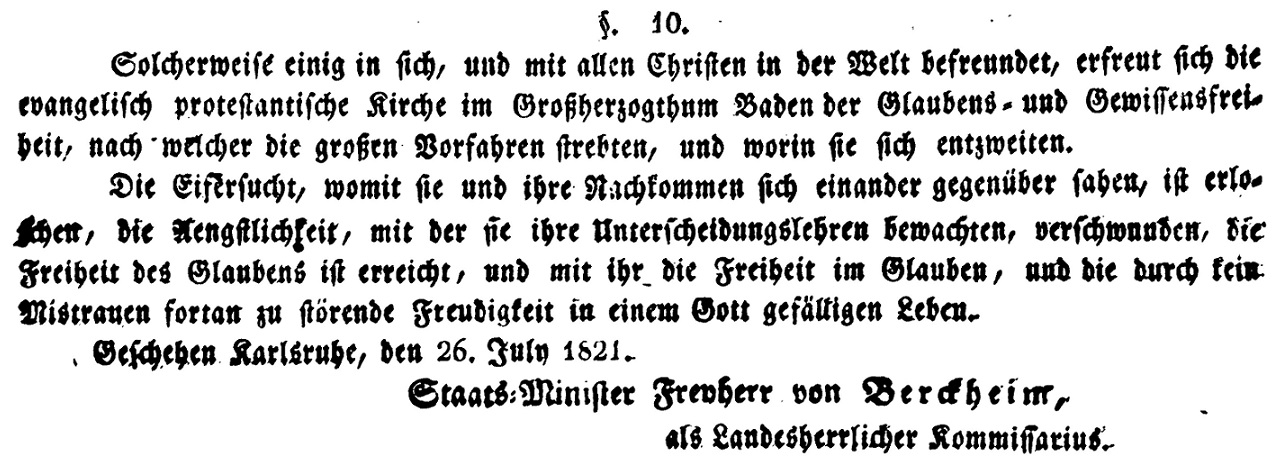
Schlussworte der badischen Unionsurkunde, 26. Juli 1821

Unierte Kirchen sind aus der Vereinigung (Union) verschiedener protestantischer Konfessionen hervorgegangene Kirchen.

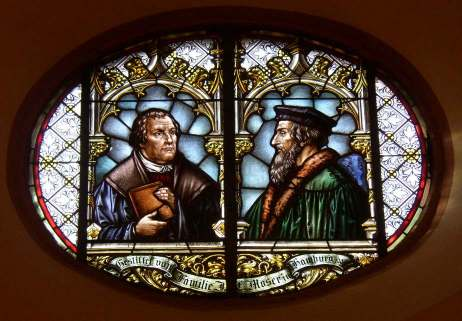
Kirchenfenster in der Stadtkirche Wiesloch mit Martin Luther (l.) und Johannes Calvin (r.) zur Erinnerung an die Badische Union von 1821

## Geschichte in Deutschland
Der lutherische und der reformierte oder calvinistische Zweig der Reformation entstanden unabhängig voneinander in der ersten Hälfte des 16. Jahrhunderts. Versuche, die beiden Zweige zu vereinen, scheiterten insbesondere wegen unterschiedlicher theologischer Auffassungen über das Abendmahl (vgl. dazu etwa das Marburger Religionsgespräch 1529 zwischen Martin Luther und Ulrich Zwingli) und zur Christologie.
In den folgenden beiden Jahrhunderten traten hin und wieder einzelne Theologen beider Kirchenfamilien für eine Annäherung oder gar Vereinigung der beiden Richtungen der Reformation ein, was aber von den jeweils dominierenden Strömungen der calvinistischen bzw. lutherischen Orthodoxie strikt abgelehnt wurde. So wurde z. B. in Sachsen 1601 der ehemalige Kanzler Nikolaus Krell als des Kryptokalvinismus Beschuldigter auf Betreiben der sächsischen Kurfürstin-Witwe Sophie von Sachsen hingerichtet. Sein Ziel war eine europäische Union aller Protestanten und die Beendigung des Bruderkrieges zwischen den beiden Kirchenfamilien der Reformation, der lutherischen und der reformierten Kirchen.
Im Laufe des 18. Jahrhunderts, bedingt durch alternative philosophische Ansätze im Zeitalter der Aufklärung, verflachten diese theologischen Unterschiede.
Durch die napoleonischen Kriege verursachte wirtschaftliche Schwierigkeiten ließen die theologischen Differenzen weiter in den Hintergrund und die möglichen Synergieeffekte einer Vereinigung in den Vordergrund treten. So kam es am Anfang des 19. Jahrhunderts in einigen Gebieten Deutschlands, in denen die beiden protestantischen Konfessionen bis dahin parallel existiert hatten, zu Kirchenunionen.

### Unionsbewegung im 19. Jahrhundert

#### Vereinigung von oben
In manchen Fällen ging die Initiative von der staatlichen Obrigkeit aus – der Landesherr hatte nach dem damaligen Staatskirchenrecht die Rolle des Kirchenoberhaupts über seine evangelische Landeskirche, weil mit der Reformation die Funktion des Bischofs verloren gegangen war.
So wurde in Preußen aus lutherischen und reformierten Gemeinden 1817 die Evangelische Kirche in Preußen, später Evangelische Kirche der altpreußischen Union,  zusammengeschlossen. Gegen diese von König Friedrich Wilhelm III. von Preußen verordnete Union wandten sich die – später als Altlutheraner bezeichneten – lutherischen Bekenntnisgemeinden mit ihren Pfarrern im Agendenstreit.

#### Vereinigung von unten
In anderen Fällen kam es auch zu einer Vereinigung der Kirchen von unten. Zum Teil setzten Unionsbestrebungen in Deutschland schon zur Zeit der Aufklärung ein; in den linksrheinischen Gebieten wurden sie zur Zeit der Französischen Revolution populär.
So gab es z. B. schon im Jahre 1801/02 Unionsbestrebungen in Simmern/Hunsrück, Meisenheim (Glan) und Saarbrücken sowie im Département Donnersberg. Die staatlichen Behörden dieser damals französisch besetzten Gebiete gaben jedoch den Gesuchen der Pfarrer und Gemeinden nicht statt, weil sie in die bestehenden kirchlichen Verhältnisse nicht eingreifen wollten.
Erst im Jahre 1817, nachdem der größere Teil des heutigen Saarlands an Preußen gefallen war, wagten die Saarbrücker lutherischen und reformierten Pfarrer einen neuen Vorstoß, der von den Berliner Behörden genehmigt wurde. Damit kam es zur „Saarbrücker Union“, noch bevor der Unionsbeschluss der preußischen Regierung für die übrigen preußischen Gebiete „von oben“ dekretiert wurde.
In der französisch besetzten Stadt Mainz, wo die Protestanten bislang keine Gemeinden gründen konnten, wurde 1802 die erste unierte Gemeinde gegründet. 1803 folgte eine entsprechende Gründung in Koblenz.
Zu den Unionen „von unten“ zählt auch die Hanauer Union. Hier vereinigten 1818 auf einer Synode für den Bereich der ehemaligen Grafschaft Hanau-Münzenberg, damals Bestandteil des Kurfürstentums Hessen, 59 reformierte und 22 lutherische Pfarrer sowie zahlreiche Kirchenälteste ihre Gemeinden zu einer unierten Kirche. Diese Union wird auch „Buchbinderunion“ genannt, weil man – aus ökonomischen Gründen – einfach den reformierten Heidelberger Katechismus und Luthers Katechismus in einem Buch zusammenband und es den Gläubigen überließ, was sie verwendeten.
Auch in einigen anderen deutschen Ländern schlossen sich die lutherischen und reformierten Kirchen zu unierten Kirchen zusammen, so etwa in Baden (Unionsurkunde von 1821), Anhalt, Rheinhessen, Nassau (in Idstein 1817) und der Pfalz (in Kaiserslautern 1818).

### Kirchenkampf und „Bekennende Kirche“
Die Lehrdifferenzen des 16. Jahrhunderts verloren in Deutschland nach dem Ersten Weltkrieg an Bedeutung. In der Zeit des Nationalsozialismus gewannen andere Lehrdifferenzen Bedeutung: Die in der Bekennenden Kirche zusammengeschlossenen Gemeinden und Strömungen lutherischen wie reformierten Bekenntnisstandes setzten sich gegen die die Evangelische Kirche infiltrierenden hitlertreuen Deutschen Christen nicht nur organisatorisch, sondern auch inhaltlich zur Wehr.
Nach dem Zusammenbruch des NS-Staates näherten sich die Standpunkte in Anknüpfung an die Bekennende Kirche weiter an, und es stärkte sich das Bewusstsein, gemeinsam aus lutherischer und reformierter Wurzel heraus „Evangelische Kirche“ zu sein. Diese inhaltlich sich ergebende „Union“ schlug und schlägt sich im hohen Stellenwert der Barmer Theologischen Erklärung von 1934 nieder. Sie kann rückblickend als unierte Bekenntnisschrift gewertet werden.

### Heutiger Stand
Ohne die Traditionsgrenzen zu verwischen, ist eine Überwindung der gegenseitigen konfessionellen Verwerfungen zwischen Reformierten und Lutheranern immer ein besonderes Anliegen der unierten Kirchen gewesen. Das schließt auch ein besonderes Interesse am ökumenischen Dialog ein. Sie fördern deshalb in besonderem Maße die Gemeinschaft Evangelischer Kirchen in Europa.
Die unierten Kirchen gründeten nach dem Zweiten Weltkrieg die Arnoldshainer Konferenz und die Evangelische Kirche der Union (EKU), welche zum 1. Juli 2003 in der Union Evangelischer Kirchen (UEK) aufgingen.

## Arten des Zusammenschlusses
Bei den hier beschriebenen Unionen unterscheidet man zwischen einer Verwaltungsunion und einer Bekenntnisunion.
Es handelt sich um eine Verwaltungsunion, wenn nur die Kirchenverwaltungen vereinigt werden, die einzelnen Gemeinden aber ihre unterschiedlichen Bekenntnisse (lutherisch, reformiert oder uniert) behalten – so das genannte Hanauer Beispiel, aber auch die Union in der damals preußischen Rheinprovinz (heute: Evangelische Kirche im Rheinland). Faktisch kann man den sog. Bekenntnisstand einer Gemeinde an der Agende (Gottesdienstordnung) und bzw. oder am verwendeten Katechismus erkennen (für reformierte Gemeinden in der Regel der Heidelberger Katechismus, ansonsten meist der sog. Kleine Katechismus Martin Luthers).
Dagegen schafft die Bekenntnisunion eine neue Bekenntnisgrundlage für alle Gemeinden, indem bisher umstrittene theologische Fragen durch neue Bekenntnisschriften oder Katechismen entschieden oder einfach ausgeklammert werden. Für die Evangelische Landeskirche in Baden etwa hat die Unionsurkunde von 1821 die Differenzen im Sakramentsverständnis der badischen Reformierten und Lutheraner beigelegt. Meist ist mit einer Bekenntnisunion auch die Abschaffung der bisherigen Katechismen und die Einführung eines neuen, gemeinsamen Katechismus verbunden.

### Unierte Landeskirchen innerhalb der EKD

#### Verwaltungsunionen
- Evangelische Kirche in Berlin-Brandenburg-schlesische Oberlausitz in Berlin, am 1. Januar 2004 entstanden aus:
  - Evangelische Kirche in Berlin-Brandenburg in Berlin
  - Evangelische Kirche der schlesischen Oberlausitz in Görlitz
- Bremische Evangelische Kirche in Bremen
- Evangelische Kirche in Hessen und Nassau in Darmstadt
- Evangelische Kirche von Kurhessen-Waldeck in Kassel
- Evangelische Kirche in Mitteldeutschland in Magdeburg, am 1. Januar 2009 entstanden aus: 
  - Evangelische Kirche der Kirchenprovinz Sachsen in Magdeburg
  - Evangelisch-Lutherische Kirche in Thüringen (nicht uniert) in Eisenach
- Evangelische Kirche im Rheinland in Düsseldorf
- Evangelische Kirche von Westfalen in Bielefeld

Ebenfalls zu dieser Gruppe gehörte die Pommersche Evangelische Kirche in Greifswald, die Pfingsten 2012 in die Evangelisch-Lutherische Kirche in Norddeutschland eingegliedert wurde.

#### Bekenntnisunionen
- Evangelische Landeskirche Anhalts in Dessau-Roßlau
- Evangelische Landeskirche in Baden in Karlsruhe
- Evangelische Kirche der Pfalz in Speyer

## Weltweite Situation
Auch außerhalb Deutschlands gibt es unierte Kirchen. Neben rein organisatorischen Verwaltungsunionen wie der Evangelischen Kirche A. u. H. B. in Österreich gibt es auch wirkliche Bekenntnisunionen, so etwa die United Church of Christ in den USA oder die United Church of Canada.
Auf dem indischen Subkontinent gibt es vier unierte Kirchen, die sowohl der Anglikanischen Kirchengemeinschaft als auch dem Weltrat methodistischer Kirchen angehören: die Church of South India, Church of Pakistan, Church of Bangladesh und die Church of North India. Diese vier Kirchen bestehen aus Presbyterianern, Methodisten und Anglikanern und vereinigten sich in der zweiten Hälfte des 20. Jahrhunderts.
Im ökumenischen Sprachgebrauch ist zwischen „united“ und „uniting“ zu unterscheiden. Die „united“ churches sind bereits vereinigt, die „uniting“ churches befinden sich in der Regel noch im Vereinigungsprozess (ausgenommen z. B. die Uniting Church in Australia).

### Weltweite Beispiele für unierte Kirchen

#### Bekenntnisunionen
- United Church of Christ (USA) (aus lutherischer, reformierter und kongregationalistischer Tradition)
- United Church of Canada (aus methodistischer, presbyterianischer und kongregationalistischer Tradition)
- Uniting Church in Australia (aus methodistischer, presbyterianischer und kongregationalistischer Tradition)
- Evangelische Kirche der Böhmischen Brüder in der Tschechischen Republik, seit 1918
- Église Protestante Unie de France (Vereinigte Protestantische Kirche Frankreichs), ab 2013[1], nach einem ersten Unionsversuch in den 1970er Jahren

#### Verwaltungsunionen
- Evangelische Kirche A. u. H. B. in Österreich, seit 1861, mit einem gemeinsamen Oberkirchenrat als zentralem Verwaltungsgremium[2]
- Evangelische Kirche Augsburgischen und Helvetischen Bekenntnisses in Kleinpolen, 1919–1939 im ehemals österreichischen Teilungsgebiet Polens bestehende Kirche
- Protestantische Kirche in den Niederlanden (NL), 2004 gegründete Union dreier Kirchen:
  - die Niederländisch-reformierte Kirche (Nederlandse Hervormde Kerk, bis 1816 Nederduitse Gereformeerde Kerk, evangelisch-reformiert) mit 1,9 Millionen Mitgliedern;
  - die Reformierte Kirchen in den Niederlanden (Gereformeerde Kerken in Nederland, evangelisch-altreformiert) mit 600.000 Mitgliedern;
  - die kleine Evangelisch-Lutherische Kirche im Königreich der Niederlande (evangelisch-lutherisch) mit 14.000 Mitgliedern.

Es gibt sowohl reformierte, altreformierte, lutherische als auch protestantische (unierte) Gemeinden.
- Unierte Evangelische Kirche in Polen, 1919–1945 in den Woiwodschaften Pommerellen und Posen bestehende Kirche
- Unierte Evangelische Kirche in Polnisch-Oberschlesien, 1923–1939 in der Zeit der Zweiten Polnischen Republik in Ostoberschlesien bestehende Kirche[3]
- Union Protestantischer Kirchen von Elsass und Lothringen (Union des Églises protestantes d'Alsace et de Lorraine), seit 2007[4]
- Vereinigte Protestantische Kirche von Belgien, seit 1978, mit einem Vorläufer seit 1839[5]